# Jüdischer Friedhof (Plettenberg)

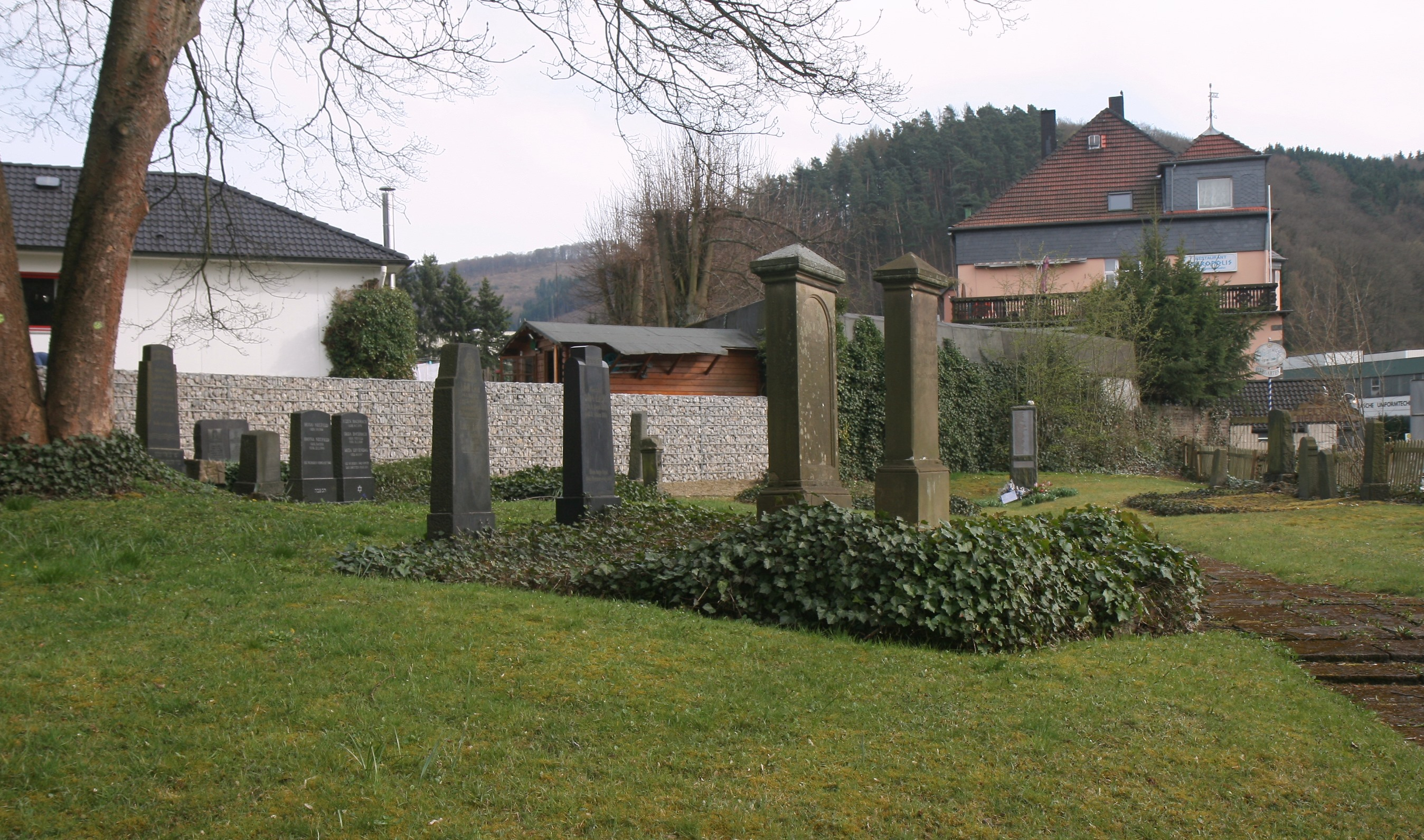
Jüdischer Friedhof in Plettenberg

Der Jüdische Friedhof Plettenberg ist ein jüdischer Friedhof in der Stadt Plettenberg im Märkischen Kreis. Der Friedhof wurde 1787 eröffnet. Er liegt am westlichen Ende der Freiligrathstraße und ist 792 m² groß. Auf ihm befinden sich 10 bis 12 Grabsteine mit deutschen und hebräischen Inschriften.